# Thomas Buscher
Pour les articles homonymes, voir Buscher.

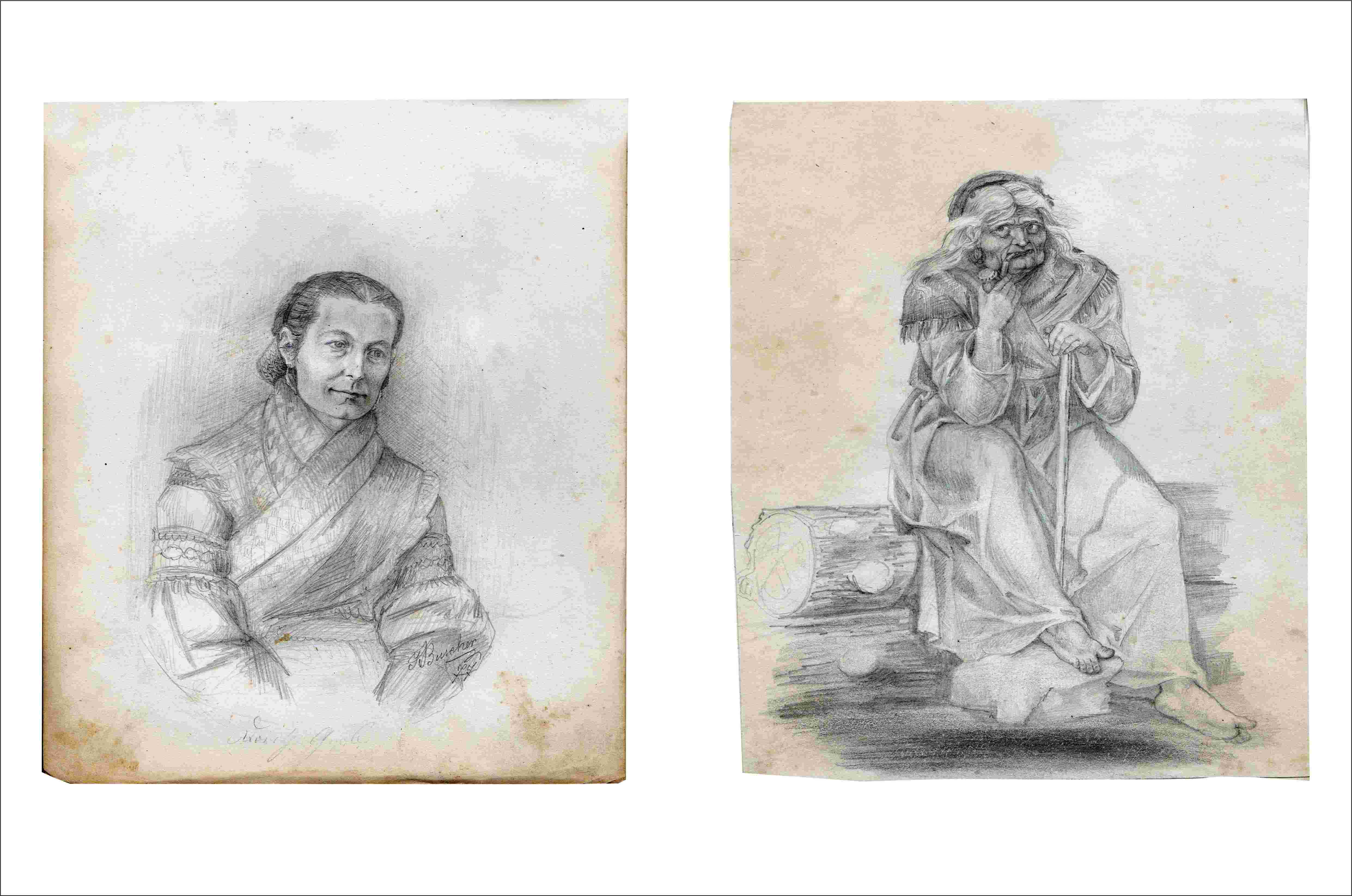
Dessins du livre de dessin de Thomas Buscher

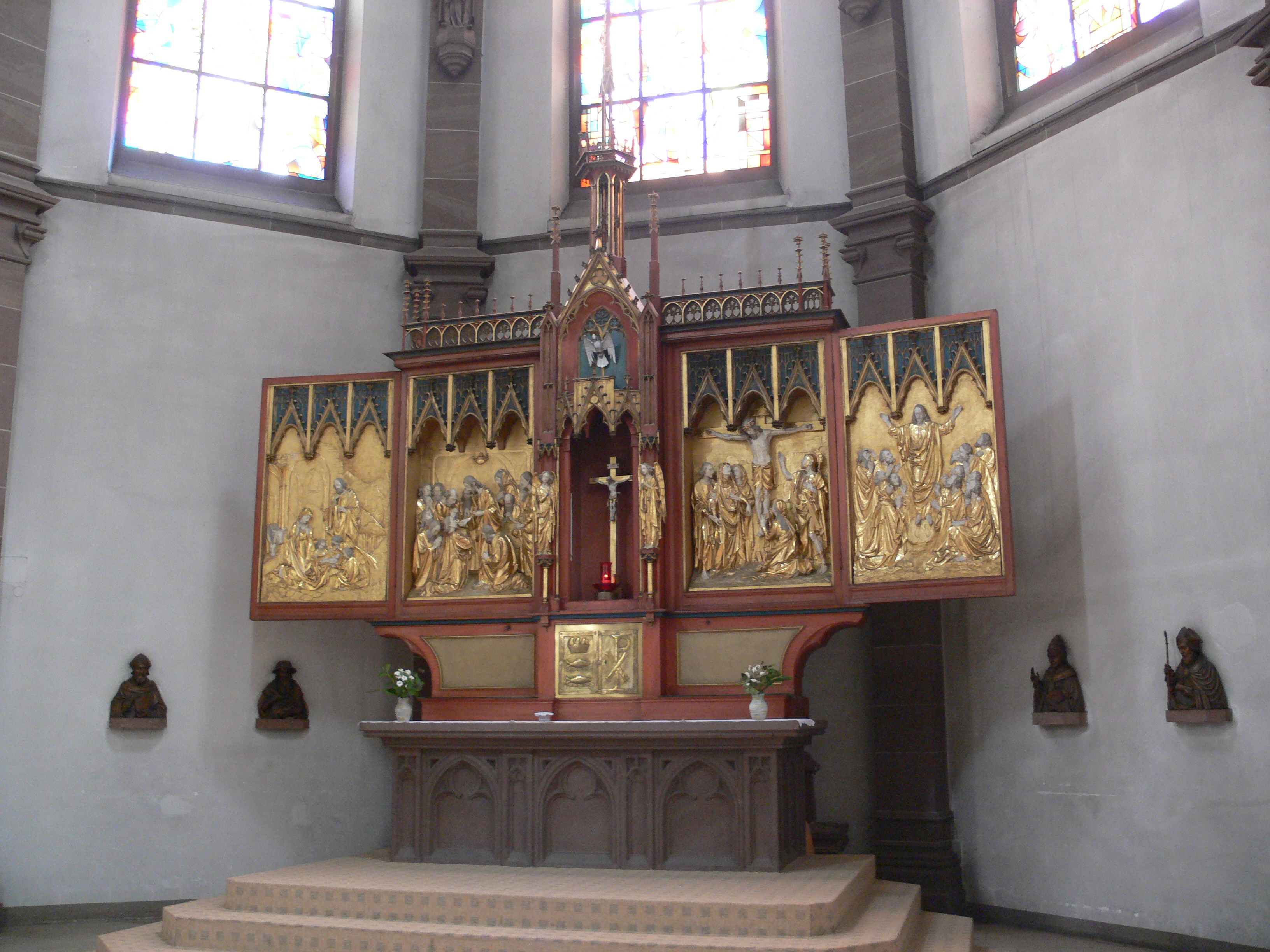
Thomas Buscher: maître-autel de l'église du Saint-Esprit à Mannheim

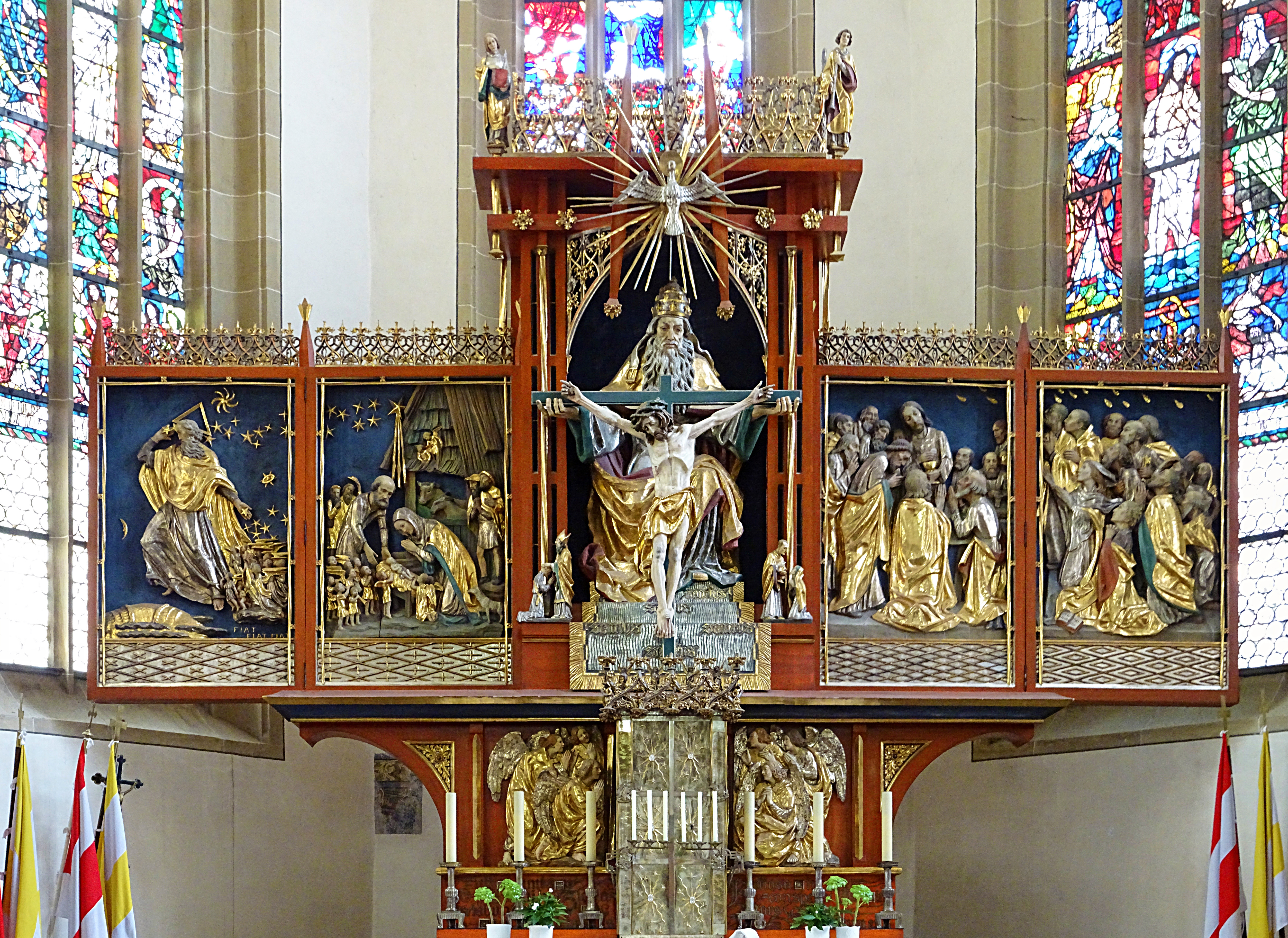
Maître-autel de l'église de l'Assomption à Bad Königshofen im Grabfeld

Thomas Buscher (né le 7 mars 1860 à Gamburg et mort le 13 mai 1937 à Ammerland) est un sculpteur et sculpteur sur bois allemand de l'historicisme.

## Formation et carrière
Thomas Buscher est le sixième enfant du maître tailleur de pierre Friedrich Buscher et de son épouse Dorothea Häfner. Après la mort prématurée du père en 1866, l'entreprise des parents est reprise par le fils aîné Karl Anton Cölestin Buscher (1844-1887). Probablement grâce à la médiation du frère Clemens Buscher (de), qui étudie la sculpture à l'Académie des beaux-arts de Munich avec son frère Sebastian Buscher (de) depuis 1876, Thomas Buscher commence un apprentissage de sculpteur en 1876 à l'Institut d'art ecclésiastique de l'architecte munichois Joseph Elsner (de). Le 29 octobre 1880, il s'inscrit à l'école de sculpture Knabl à l'Académie des beaux-arts. Après avoir terminé ses études, il part en Amérique en 1884 et travaille à Chicago comme sculpteur d'ornements dans l'atelier de son frère aîné Sebastian Buscher, qui s'est installé définitivement à Chicago quelques années plus tôt et reprit l'atelier de sculpture de son oncle Franz Anton Buscher (de), décédé en 1879. En 1886, Thomas Buscher revient à Munich et travaille d'abord comme pigiste pour son ancien professeur Joseph Elsner. En 1888, il crée sa propre entreprise en tant que "fabricant de toutes sortes de sculptures sur bois" et, à partir de 1891, dirige un atelier sur la Karlstrasse de Munich avec le sculpteur Balthasar Schmitt (de). Il enseigne également à l'école de sculpture artisanale. En 1900, il achète une maison au 40 Nymphenburger Straße à Munich, où se situe également son atelier d'art religieux. Le 13 juin 1907, il obtient la citoyenneté bavaroise et en 1913, il est nommé professeur royal de sculpture bavaroise à l'Académie des beaux-arts sans obligation d'enseignement.
Thomas Buscher se principalement spécialisé dans la sculpture des églises, mais exécute également des commandes de monuments funéraires et de monuments aux morts. En accord avec l'époque, il crée ses œuvres dans le style de l'historicisme, en se tournant d'abord principalement vers le néogothique, le néo-roman et plus tard aussi le néo-baroque. Bien que toutes ses œuvres soient de haute qualité artistique et d'un grand savoir-faire, certaines sont tombées après Vatican II, victimes de la purification des salles de l'église. Dans certaines communautés, elles sont ensuite ramenés à leur emplacement d'origine dans le cadre des rénovations de l'église. Bien que l'historicisme a récemment retrouvé sa réputation, les œuvres de Buscher ne sont pas encore examinées et évaluées de manière approfondie en termes d'histoire de l'art.
En 1890, Thomas Buscher se marie à la fille d'un marchand de bois de Munich, Creszentia Maria Mamhofer. Cäcilie (née en 1892), Elisabeth (née en 1894), Theodora (née en 1897) et Gertrude (née en 1900) sont issues du mariage.
Sa ville natale Werbach lui dédie un musée et à son frère Clemens qui a ouvert en 2013, le Hamburg Buscher Museum.

## Œuvres (sélection)

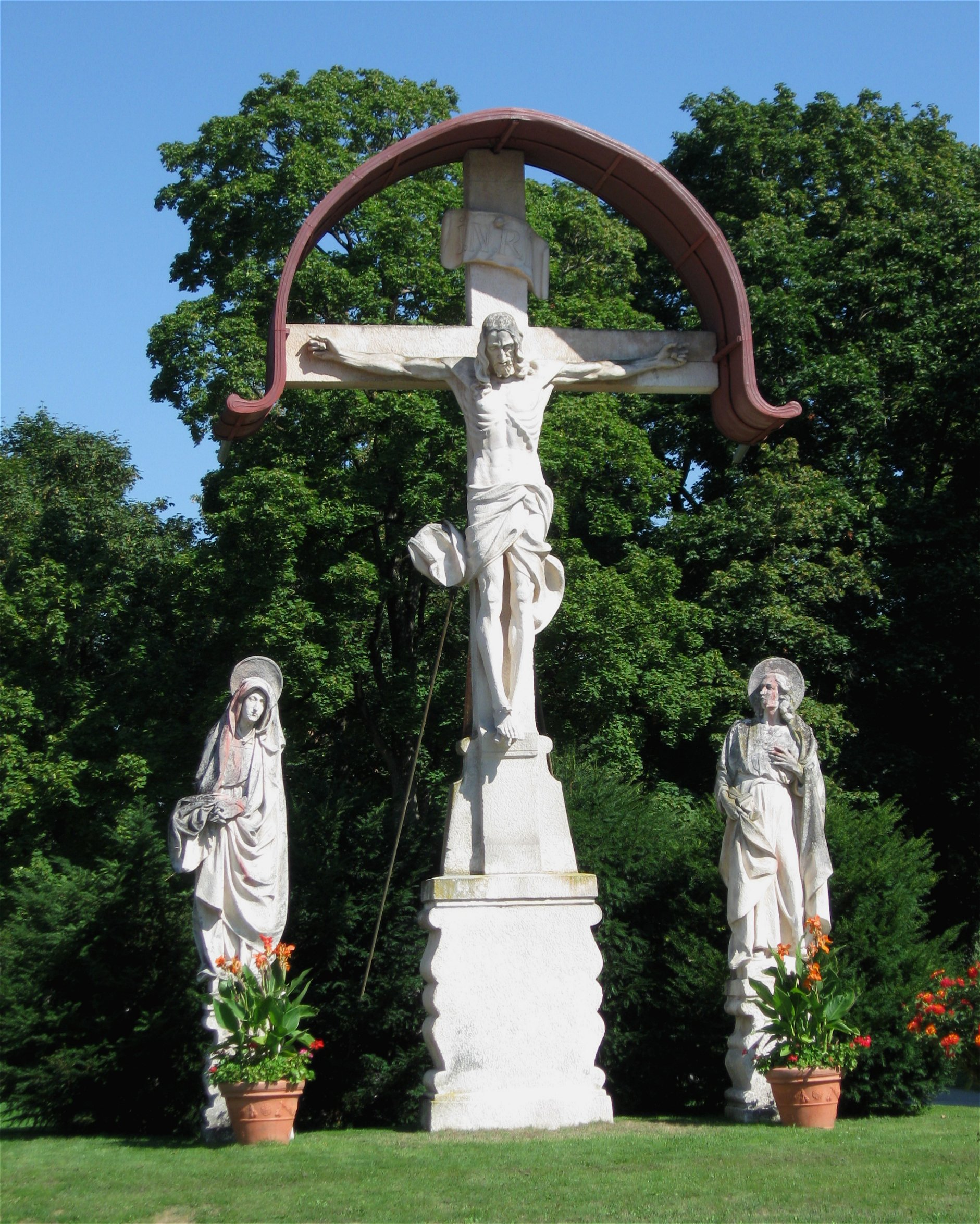
Calvaire au cimetière de l'Ouest de Munich.

La première preuve de son développement artistique est le livre de dessin de 1876/77, qui l'accompagne à la fois pendant sa formation avec Joseph Elsner et pendant son temps libre.

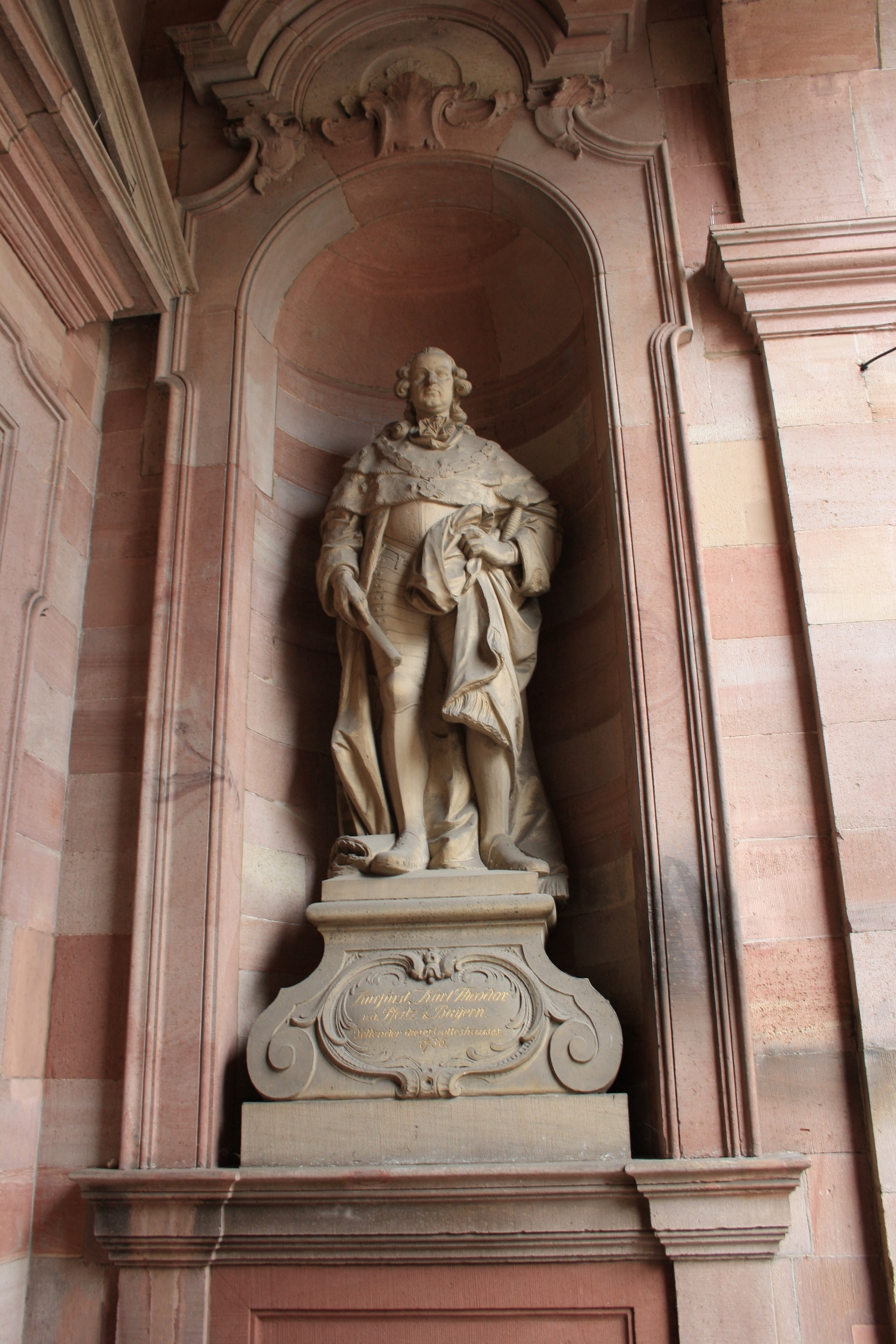
Statue de l'électeur Charles-Théodore à l'église des Jésuites de Mannheim

- 1892–1893 Église Sainte-Marie de Bamberg: pendule du maître-autel «sacrifice d'Isaac» et représentations en relief de l'autel de gauche pour le compte de l'architecte munichois Johann Marggraff (de)
- 1895 Ameublement de l'église paroissiale de Wollomoos près d'Altomünster
- 1895 Parties de l'intérieur de l'église Saint-Nicolas de Siegenburg, pour l'architecte Joseph Elsner
- 1896 Statues sur le haut du mur de la nef de l'église paroissiale de Saint-Jacques à Cham
- 1898 Staue de Saint-Antoine pour l'église paroissiale Saint-Martin de Tauberbischofsheim, révisé par lui-même en 1929, emplacement actuel dans l'église paroissiale Saint-Boniface de Tauberbischofsheim
- 1900–1902 Intérieur de l'église Sainte-Catherine à Neukenroth : retables et chaire ainsi que stations de croix à panneaux en haut relief
- 1902 autel ailé à la vie de Marie pour la chapelle de pèlerinage Liebfrauenbrunn près de Werbach[1]
- 1902 Monument représentant la Crucifixion pour le cimetière de l'Ouest de Munich
- 1903 Maître-autel de l'église du Saint-Esprit à Mannheim
- 1906 Sculptures en pierre des électeurs Charles-Théodore et Charles-Philippe pour le vestibule de l'église des Jésuites de Mannheim.
- 1906 Autel saint-Joseph pour l'église Saint-Paul de Munich, conçu par Joseph Elsner
- 1907 autel latéral pour l' église de pèlerinage de l'abbaye d'Engelberg
- 1909 Maître-autel de la nouvelle église paroissiale de Saint-Égide de Höpfingen
- 1911 Deux statues et une pièta pour l'église paroissiale de Hockenheim
- 1911 Autel de Marie dans l'église Saint-Jean de Freising
- 1915 à 1936 nombreuses œuvres pour l'église Saint-Martin de Tauberbischofsheim
- 1916 "Nail autel" dans la cathédrale de Bamberg
- Monument commémoratif de guerre de 1921 dans l'église Sainte-Catherine à Neukenroth
- 1922 et 1925 Chemin de croix et maître-autel à la vie de Marie dans l'église Notre-Dame de Mannheim
- 1934 Ameublement de l'église paroissiale Saint-Laurent à Uissigheim près de Tauberbischofsheim et statues d'apôtres de l'église paroissiale Saint-Jacques de Cham
- 1935 maître-autel de l'église paroissiale de Bad Königshofen im Grabfeld[2]
- 1935 Maître-autel et autels latéraux dans l'église Saint-Martin de Poppenhausen, en relation avec des peintures chorales de Franz Schilling